# Editorial López
L'Editorial López va ser fundada a Barcelona per Innocenci López i Bernagossi, editor i llibreter.

## Història
Va adquirir la Librería Española l'any 1855, que va perdurar fins a l'inici dels anys 1930. Hi van tenir les seves redaccions els setmanaris La Campana de Gràcia, L'Esquella de la Torratxa i altres periòdics, i també s'hi editaren llibres. La seva tasca en el món editorial va permetre la difusió de l'obra d'Apel·les Mestres, Víctor Balaguer, Josep-Lluís Pellicer i altres artistes i personatges del món de la literatura catalana.
Innocenci López fou succeït pel seu fill Antoni López i Benturas (Barcelona, 1861-1931), que va donar més empenta als setmanaris i als seus respectius almanacs, que ja havien començat a utilitzar les il·lustracions fotogràfiques amb un cert esperit periodístic.
A la seva mort, el seu fill Antoni López i Llausàs (Barcelona, 1888-Buenos Aires, 1979)va liquidar el negoci. Posteriorment, amb els socis Manuel Borràs i Josep Maria Cruzet, va crear la Llibreria Catalònia,
que també va exercir com a casa editorial.

## Fons
Part del fons de l'empresa es conserva a l'Arxiu Fotogràfic de Barcelona. Amb 11.094 fotografies i 22 postals, aplega les edicions realitzades per l'editorial, com ara L'Esquella de la Torratxa (1897-1910) i La Campana de Gràcia (1897-1920). També conté fotografies d'La Ilustració Catalana (1903-1917), la revista Feminal i els seus almanacs. Els reportatges fotogràfics mostren una gran varietat temàtica: indrets de Catalunya, reproduccions d'obres d'art, activitats esportives, folklore, vida quotidiana i esdeveniments polítics i socials del món. L'autoria de les imatges és de fotògrafs com Frederic Ballell, Adolf Mas, Alexandre Merletti, Josep Maria Sagarra, entre molts d'altres.
Al principi del segle xx, l'aplicació dels nous mitjans tècnics d'impressió permeteren la generalització de publicacions il·lustrades amb fotografies. Les revistes de l'Editorial López i l'Editorial Catalana en són un bon exemple.